# Rafał Kuchta
Rafał Kuchta (* 19. Oktober 1980) ist ein ehemaliger polnischer Nordischer Kombinierer.

## Werdegang
Kuchta, der für WKS Zakopane startete, nahm zu Beginn seiner Karriere sowohl an Skisprung-Wettkämpfen als auch an solchen der Nordischen Kombination teil. So debütierte er beispielsweise im August 1996 im Skisprung-Continental-Cup, wurde beim Heimspringen in Zakopane jedoch disqualifiziert. Im Rahmen der Erzgebirgs-Springertournee 1998 erreichte er unter anderem den 15. Platz in Oberwiesenthal. Im Januar 1999 wurde er gar in das Skisprung-Weltcup-Team Polens berufen, scheiterte jedoch von der Wielka Krokiew in Zakopane beides mal an der Qualifikation. 
International erfolgreicher war Kuchta in der Nordischen Kombination. So erreichte er im März 2000 beim B-Weltcup-Wettkampf in Klingenthal erstmals die Punkteränge. Am 7. Dezember 2001 debütierte er beim Massenstart in Zakopane im Weltcup der Nordischen Kombination, verpasste aber deutlich den Anschluss an die Weltspitze.
Auf nationaler Ebene gehörte Kuchta hingegen zu den besten polnischen Athleten in der Nordischen Kombination, sodass er neben einigen Medaillen auch einmal den Meistertitel errang. Darüber hinaus gewann er 1997 und 2001 zweimal Bronze mit dem Team bei polnischen Skisprungmeisterschaften.

## Statistik

### B-Weltcup-Platzierungen
| Saison  | Platz | Punkte |
| ------- | ----- | ------ |
| 1999/00 | 63.   | 13     |
| 2001/02 | 86.   | 01     |